# Did You Know That There’s a Tunnel Under Ocean Blvd (Album)
Did You Know That There’s a Tunnel Under Ocean Blvd (englisch für „Wusstest du, dass es unter dem Ocean Boulevard einen Tunnel gibt?“) ist das neunte Studioalbum der US-amerikanischen Popsängerin Lana Del Rey.

## Entstehung und Artwork
Entstehung
Alle Lieder des Albums wurden von Lana Del Rey selbst, gemeinsam mit wechselnden Koautoren, geschrieben. Die meisten Lieder schrieb sie gemeinsam mit dem US-amerikanischen Multiinstrumentalisten und Produzenten Jack Antonoff sowie dem US-amerikanischen Filmemacher Mike Hermosa. Mit beiden schrieb sie je fünf Titel, einen davon gemeinsam als Trio. Während Del Rey seit 2019 regelmäßig mit Antonoff zusammenarbeitet, handelt es sich hierbei um die erste gemeinsame Produktion mit ihrem Ex-Freund Hermosa. Antonoff wirkte bereits an großen Teilen der Produktionen zu Norman Fucking Rockwell! (2019), Violet Bent Backwards Over the Grass (2020), Chemtrails over the Country Club (2021) und Blue Banisters (2021) mit. Darüber hinaus war er neben seiner Autorentätigkeit an großen Teilen der restlichen Studioarbeit beteiligt. Je zwei Lieder schrieb Del Rey mit den Autoren Jon Batiste, Drew Erickson und Benji Lysaght. Mit Erickson schrieb sie bereits fünf Titel für das vorangegangene Studioalbum Blue Banisters, Batiste und Lysaght sind zum ersten Mal Teil einer Del-Rey-Produktion. Darüber hinaus stellen Brian Fennell (SYML), Tommy Genesis, Aljosha Frederick Konstanty, Jean-Philippe Rio-Py (Riopy) und Ann Tomberlin je eine Autorenbeteiligung. Alle fünf Autoren publizierten erstmals einen Titel mit Del Rey.
Viele der Autoren waren zugleich auch für die Produktion zuständig. Del Rey selbst produzierte dabei mit einer Ausnahme alle Titel selbst, gemeinsam mit Koproduzenten. Die meisten Produktionen neben Del Rey stellt Antonoff, der elf Titel mitproduzierte. Mehrere Produktionen tätigten auch Drew Erickson (5 Titel), Zachary Dawes (4 Titel) sowie Mike Hermosa (2 Titel). Darüber hinaus produzierten Benji Lysaght, Centel Mangum (Father), Laura Sisk und Nick Waterhouse je einen Titel. Dawes und Sisk arbeiteten bereits in der Vergangenheit mit Del Rey; Mangum und Waterhouse dagegen zum ersten Mal.
Das Mastering erfolgte durch Nomograph Mastering in Los Angeles, unter der Leitung des irischen Toningenieurs Ruairi O’Flaherty. Für die Abmischung der meisten Titel zeichneten Antonoff und Sisk verantwortlich (11 Titel), zudem wurden weitere Titel durch Dean Reid (5 Titel) und Michael Harris (1 Titel) abgemischt. Antonoff und Sisk waren auch für die Aufnahme aller von ihnen abgemischten Titel zuständig, lediglich Antonoff war an der Aufnahme eines Titels nicht beteiligt. Weitere Aufnahmen erfolgten durch Harris (6 Titel), Reid (5 Titel), Ian Doerr und Kaleb Rollins (je 2 Titel) sowie Oli Jacobs (1 Titel). Darüber hinaus nahmen die Instrumentalisten Zem Audu (Saxophon), David Hart (Gitarre und Synthesizer von Mikey Hart), Sean Hutchinson (Schlagzeug), Michael Riddleberger (Perkussion) und Evan Smith (Saxophon) ihre Instrumente selbst auf. Den hauptverantwortlichen Toningeniueren standen zudem während den Aufnahmesessions weitere Assistenzen als Unterstützung zur Seite, hervorzuheben dabei Mark Aguilar (9 Titel) und Brian Rajaratnam (6 Titel). Del Rey selbst erklärte in einem Interview mit Billie Eilish, dass die Aufnahmen neun Monate angedauert hätten und das letzte Stück im September 2022 entstanden sei.
Artwork
Auf dem Frontcover des Albums ist Del Rey zu sehen, die auf einem Bett liegt. Sie liegt dabei auf dem Bauch und stützt ihren Kopf mit der linken Hand ab. Als Outfit trägt sie eine Art Morgenmantel, einen BH, Ohrringe und zwei weiße Haarschleifen. Das gesamte Artwork ist farblich in blaugrau gehalten. Ungewöhnlich für das Frontbild ist, das nicht nur der Albumtitel und der Künstlernamen darauf zu finden sind, sondern auch Teile der Mitwirkenden, darunter Autoren, Gastauftritte und Produzenten.
Eigentlich plante Del Rey ein Coverbild, das sie halbnackt mit entblößten Brüsten zeigen sollte. Dieses lud sie auch auf Instagram hoch, der Post wurde jedoch entfernt, da er gegen Instagrams Richtlinien verstieß. In einem Interview mit Billie Eilish gab Del Rey an, dass sie nochmal über das Originalcover nachgedacht habe und zum Entschluss gekommen sei, dass sie es vielleicht nicht jetzt tun sollte, weil es einige andere Dinge gebe, die sie machen wolle, wo sie das Gefühl habe, dass ein Nacktbild im Weg stehen könnte.
Neben dem regulären Standardcover erschienen drei weitere Alternativcover, deren Gesamtkonzept sich ähnelt. Sie zeigen Del Rey halbnackt, mit BH und offenen Oberteil, oder tiefem Dekolleté. Das gestalterische Konzept wurde von Del Rey und dem in Los Angeles wirkenden Fotografen Neil Krug entwickelt. Die Fotografien stammen allesamt von Krug. Dieser war bereits in der Vergangenheit für diverse Covergestaltungen Del Reys verantwortlich, darunter Ultraviolence, Honeymoon oder auch Lust for Life. Während des Fototermins, der im Sommer 2022 in Los Angeles stattfand, seien laut Del Rey 65 Aufnahmen hintereinander gemacht worden, die alle verwendet wurden. Sie habe zu Krug gesagt, dass sie nicht wolle, dass er einfach abdrückt. Sie wolle sich Zeit nehmen, um darüber nachdenken, was sie mit ihrem Gesicht ausdrücken wolle. Krug war zudem für das Artwork zuständig, das er zusammen mit Kaiman Kazazian umsetzte. Kazazian wiederum zeichnete für die Illustrationen verantwortlich.

## Veröffentlichung und Promotion
Die Erstveröffentlichung von Did You Know That There’s a Tunnel Under Ocean Blvd erfolgte weltweit am 24. März 2023. Ursprünglich sollte es bereits am 10. März 2023 erscheinen, wurde jedoch im Januar 2023 aus unbekannten Gründen um zwei Wochen verschoben. Erstmals angekündigt wurde das Album von Del Rey selbst am 7. Dezember 2022. Ab dem gleichen Zeitpunkt stand das Album zum Vorbestellen bereit.
Das Album erschien als CD, Download, Musikkassette, Streaming und Vinylplatte. In Europa wurde es unter dem Musiklabel Polydor veröffentlicht, in den Vereinigten Staaten durch Interscope Records. Der Vertrieb erfolgte durch Universal Music. Die Verlagsangaben wurden nicht für alle Titel veröffentlicht beziehungsweise mit „Copyright Control“ angegeben, einige wurden durch die BLF Music Group (1 Titel), Ducky Donath Music (6 Titel) sowie Naht Jona LLC (2 Titel) verlegt. Das Album erschien zur Erstveröffentlichung in diversen verschiedenen Variationen sowie auf verschiedenen Medien, die sich unterschiedlich zusammensetzen. Neben den physischen Standardversionen, die auf CD, Musikkassette und Vinylplatte erschienen, sind auch physische Ausführungen mit Merchandise erschienen. Als Merchandiseartikel wurden den Ausführungen unter anderem Feuerzeuge, Kapuzenpullover, Pfeifen, Pillendosen oder auch T-Shirts beigefügt. Darüber hinaus erschienen Did You Know That There’s a Tunnel Under Ocean Blvd auf den verschiedenen Medien auch mit unterschiedlichen Covergestaltungen sowie verschiedenen Farbgestaltungen der Tonträger.
Ausführungen
- 2LP Black (2× Schallplatte)
- 5 MC Bundle (5× MC mit verschiedenen Cover-Artworks bzw. Kassetten-Artwork)
- Alt CD #1 + MC #1 Bundle (1× CD mit Alternativcover + 1× MC mit Alternativcover)
- Alt CD #2 + MC #3 Bundle (1× CD mit Alternativcover + 1× MC mit Alternativcover)
- Alt CD #3 + MC #4 Bundle (1× CD mit Alternativcover + 1× MC mit Alternativcover)
- Alt Cover Cassette 1 (1× MC mit Alternativcover)
- Alt Cover Cassette 2 (1× MC mit Alternativcover)
- Alt Cover Cassette 3 (1× MC mit Alternativcover)
- Alt Cover Cassette 4 (1× MC mit Alternativcover)
- Alt Cover CD #1 (1× CD mit Alternativcover)
- Alt Cover CD #2 (1× CD mit Alternativcover)
- Alt Cover CD #3 (1× CD mit Alternativcover)
- CD (1× CD)
- CD + Album T-Shirt Black (1× CD + schwarzes T-Shirt)
- CD + Album T-Shirt Natural (1× CD + weißes T-Shirt)
- CD + Black Hoodie (1× CD + schwarzer Kapuzenpullover)
- CD + White Hoodie (1× CD + weißer Kapuzenpullover)
- CD Alt Cover 1 (1× CD mit Alternativcover)
- CD Alt Cover 2 (1× CD mit Alternativcover)
- CD Alt Cover 3 (1× CD mit Alternativcover)
- Complete CD Bundle (4× CD mit verschiedenen Cover-Artworks)
- Exklusive 2LP White (2× Schallplatte)
- Exclusive 2LP White + Album T-Shirt Black (2× Schallplatte + schwarzes T-Shirt)
- Exclusive 2LP White + Album T-Shirt Natural (2× Schallplatte + weißes T-Shirt)
- Exclusive 2LP White + Black Hoodie (2× Schallplatte + schwarzer Kapuzenpullover)
- Exclusive 2LP White + White Hoodie (2× Schallplatte + weißer Kapuzenpullover)
- Exclusive CD Bundle (3× CD mit verschiedenen Cover-Artworks)
- Exclusive Picture Disc Vinyl (1× Schallplatte)
- Lighter, Vinyl + Exclusive Vinyl Bundle (4× Schallplatte mit verschiedenen Cover-Artworks + Feuerzeug)
- MC (1× MC)
- Pill Case, Exclusive White 2LP & Alt Cover Cassette #1 Bundle (2× Schallplatte, 1× MC mit Alternativcover + Pillendose)
- Super Fan Bundle (5× MC mit verschiedenen Cover-Artworks bzw. Kassetten-Artwork, 4× CD mit verschiedenen Cover-Artworks + 4× Schallplatte mit verschiedenen Cover-Artworks)
- T-Shirt, Alt Cover CD #2, Alt Cover Cassette #3 Bundle (1× CD mit Alternativcover, 1× MC mit Alternativcover + T-Shirt)
- Whistle, Alt Cover Cassette #4, Alt Cover CD #3 Bundle (1× CD mit Alternativcover, 1× MC mit Alternativcover + Pfeife)

## Hintergrund
Bei dem Albumtitel und dem Titellied nimmt Lana Del Rey Bezug auf den inzwischen zugemauerten Jergins Tunnel in Long Beach (Kalifornien). Dieser wurde 1927 gebaut und diente dazu, den Fußgängern bis 1967 einen sicheren Zugang zum Strand und zum Pike zu ermöglichen. Del Rey zieht unter anderem die Parallele zwischen ihrer Karriere und dem Tunnel, in dem sie sich selbst die Frage stellt, wann auch sie an der Reihe sei, von der Öffentlichkeit „verworfen“ zu werden.
Zwischenzeitlich verwendete Del Rey den Arbeitstitel „Did You Know That There’s a Tunnel Under Ocean Blvd Pearl Watch Me on Ring a Bell Psycho Lifeguard“, Neil Krug riet ihr aber aufgrund der Länge davon ab.
Für das Album war ursprünglich das Lied Zodiac vorgesehen, der von den Gilgo-Beach-Morden handelt, jedoch wurde dieser kurz vor Veröffentlichung durch Candy Necklace ersetzt.

## Inhalt
Alle Liedtexte des Albums sind in englischer Sprache verfasst und stammen, wie auch die Kompositionen, von Lana Del Rey selbst. Unterstützung erhielt sie dabei durch verschiedene Koautoren. Musikalisch bewegen sich die Lieder überwiegend in den Bereichen der Pop- und Rockmusik. Stilistisch greift das Album die Genres Alternative-Pop, Baroque Pop und Indie-Pop auf. Es finden sich aber auch Elemente des Psychedelic-Folk- oder auch Trap wieder (A&W). Das Album setzt sich aus 16 Titeln zusammen, wobei es 15 Neukompositionen und ein Mashup beinhaltet. Mit Jon Batiste, SYML, Riopy, Father John Misty, den Bleachers und Tommy Genesis sind sechs Gastauftritte vertreten, so viele wie noch nie auf einem ihrer Alben.
Inhaltlich behandelt Del Rey unter anderem folgende autobiografische Themen: Kindheit (A&W), Mutter-Tochter-Beziehung (A&W), Selbstwertgefühle (Did You Know That There’s a Tunnel Under Ocean Blvd), Sexualität (A&W), Tod (The Grants), Toxische Liebesbeziehungen (A&W), Weiblichkeit (A&W) In A&W bezeichnet sie sich darüber hinaus als „Amerikanische Hure“ und schlägt ihre Kritiker mit den eigenen Waffen (mittels Täter-Opfer-Umkehr). In Margaret, der letzte Titel der für das Album entstand, geht es um Margaret Qualley, die Verlobte von Jack Antonoff.
Das Lied The Grants ist nach Del Reys Familiennamen benannt. Bei A&W handelt es sich um eine Anspielung auf die Root-Beer-Marke A&W und steht hierbei als Akronym für „American Whore“. Das über sieben Minuten lange Werk besteht eigentlich aus zwei Abschnitten, die sich musikalisch und thematisch voneinander abgrenzen. Inhaltlich geht es im zweiten Teil um den unbekannten Liebhaber namens „Jimmy“, der sich mehr für Del Reys Drogen als für sie interessiert. Bereits bei Ultraviolence (2014) erwähnte sie einen „Jimmy“: „Jim told me that, he hit me and it felt like a kiss. Jim brought me back, reminded me of when we were kids“ (englisch für „Jim sagte mir das, er schlug mich und es fühlte sich an wie ein Kuss. Jim brachte mich zurück, erinnerte mich daran, als wir Kinder waren“). Bei Taco Truck x VB handelt es sich um ein Mashup des neuen Taco Truck und VB, der Kurzform von „Venice Bitch“, einem Titel von Del Reys Album Norman Fucking Rockwell! (2019). Die Titel Judah Smith Interlude und Jon Batiste Interlude sind musikalische Zwischenspiele, die ohne Gesang auskommen, teilweise erfolgte die Aufnahme als Field Recording.
In manchen Stücken referenziert Del Rey einige Musikerkollegen, darunter in Did You Know That There’s a Tunnel Under Ocean Blvd die Eagles („There’s a girl that sings Hotel California“), Harry Nilsson („Harry Nilsson has a song, his voice breaks at 2:05. Something about the way he says Don’t Forget Me makes me feel like I just wish I had a friend like him, someone to get me by“) oder auch John Lennon („Lennon in the back, whisperin’ in my ear: Come on, baby, you can thrive“), der unter anderem Nilssons Don’t Forget Me produzierte. In A&W befindet sich unter anderem die Zeile „Jimmy, Jimmy, Cocoa Puff“, eine Anspielung auf die Zeile „Shimmy, Shimmy, Ko-Ko-Bop“ aus dem gleichnamigen Doo-Wop-Titel von Little Anthony & the Imperials (1959). Das Stück Peppers beinhaltet ein Audiosample von Tommy Genesis Angelina, aus ihrem Album World Vision (2015). Grandfather Please Stand on the Shoulders of My Father While He’s Deep-Sea Fishing wiederum beinhaltet ein Sample aus Riopys Flo, von seinem Album Tree of Light (2019).
| #  | Titel                                                                                            | Autor(en)                                                     | Produzent(en)                                                           | Länge |
| -- | ------------------------------------------------------------------------------------------------ | ------------------------------------------------------------- | ----------------------------------------------------------------------- | ----- |
| 1  | The Grants                                                                                       | Lana Del Rey, Mike Hermosa                                    | Zachary Dawes, Lana Del Rey, Drew Erickson                              | 4:55  |
| 2  | Did You Know That There’s a Tunnel Under Ocean Blvd                                              | Lana Del Rey, Mike Hermosa                                    | Jack Antonoff, Zachary Dawes, Lana Del Rey, Drew Erickson, Mike Hermosa | 4:45  |
| 3  | Sweet                                                                                            | Lana Del Rey, Drew Erickson                                   | Lana Del Rey, Drew Erickson                                             | 3:36  |
| 4  | A&W                                                                                              | Jack Antonoff, Lana Del Rey                                   | Jack Antonoff, Lana Del Rey                                             | 7:13  |
| 5  | Judah Smith Interlude                                                                            | Jack Antonoff, Lana Del Rey                                   | Jack Antonoff, Lana Del Rey                                             | 4:36  |
| 6  | Candy Necklace (feat. Jon Batiste)                                                               | Jon Batiste, Lana Del Rey                                     | Zachary Dawes, Lana Del Rey, Nick Waterhouse                            | 5:14  |
| 7  | Jon Batiste Interlude                                                                            | Jon Batiste, Lana Del Rey                                     | Jack Antonoff, Zachary Dawes, Lana Del Rey                              | 3:33  |
| 8  | Kintsugi                                                                                         | Jack Antonoff, Lana Del Rey                                   | Jack Antonoff, Lana Del Rey, Laura Sisk                                 | 6:18  |
| 9  | Fingertips                                                                                       | Lana Del Rey, Drew Erickson                                   | Drew Erickson                                                           | 5:48  |
| 10 | Paris, Texas (feat. SYML)                                                                        | Lana Del Rey, Brian Fennell                                   | Jack Antonoff, Lana Del Rey                                             | 3:26  |
| 11 | Grandfather Please Stand on the Shoulders of My Father While He’s Deep-Sea Fishing (feat. Riopy) | Lana Del Rey, Jean-Philippe Rio-Py                            | Jack Antonoff, Lana Del Rey                                             | 4:00  |
| 12 | Let the Light In (feat. Father John Misty)                                                       | Lana Del Rey, Mike Hermosa, Benji Lysaght                     | Lana Del Rey, Drew Erickson, Mike Hermosa                               | 4:38  |
| 13 | Margaret (feat. Bleachers)                                                                       | Jack Antonoff, Lana Del Rey                                   | Jack Antonoff, Lana Del Rey                                             | 5:39  |
| 14 | Fishtail                                                                                         | Jack Antonoff, Lana Del Rey, Aljosha Konstanty, Ann Tomberlin | Jack Antonoff, Lana Del Rey                                             | 4:02  |
| 15 | Peppers (feat. Tommy Genesis)                                                                    | Lana Del Rey, Tommy Genesis, Mike Hermosa, Benji Lysaght      | Jack Antonoff, Lana Del Rey, Benji Lysaght, Centel Mangum               | 4:08  |
| 16 | Taco Truck x VB                                                                                  | Jack Antonoff, Lana Del Rey, Mike Hermosa                     | Jack Antonoff, Lana Del Rey                                             | 5:53  |

## Singleauskopplungen
Del Rey veröffentlichte zwei Singleauskopplungen aus dem Album. Zunächst erschien mit Did You Know That There’s a Tunnel Under Ocean Blvd der Namensgeber des Albums am 7. Dezember 2022. Diese erschien als Einzeltrack zum Download und Streaming. Auf dem Frontcover der Single ist Del Rey zu sehen. Sie hat die Haare zu einem Dutt gebunden, trägt eine Jeansjacke und hat ihren Blick vom Betrachter aus gesehen nach links gerichtet. Man sieht lediglich ihren Oberkörper ab Höhe der Brust aufwärts, vor dem Hintergrund einer Straße und einer Autowaschanlage. Die Single schaffte für eine Woche den Sprung in die britischen Singlecharts und belegte dabei Rang 98 in der Chartwoche vom 16. Dezember 2022. Das Lied avancierte zu Del Reys 33. Charthit im Vereinigten Königreich.
Ebenfalls vorab erschien mit A&W die zweite Singleauskopplung am 14. Februar 2023. Wie sein Vorgänger erschien diese auch als Einzeltrack zum Download und Streaming. Das schwarz-weiße Frontcover der Single zeigt ebenfalls Del Rey. Sie trägt einen dünnen, hellen Pullover sowie eine Hot Pants. Sie sitzt mit angewinkelten Beinen auf einer Decke, auf dem Rasen einer Parkanlage, während sie den Blick zur Kamera gerichtet hat. Das Lied konnte sich ebenfalls in den britischen Charts platzieren. Es stieg am 24. Februar 2023 auf Rang 41 ein, was zugleich die beste Chartnotierung darstellte. In der Folgewoche belegte es noch Rang 58, bevor es die Charts verließ. A&W avancierte zum 34. Charthit für Del Rey im Vereinigten Königreich.
Neben den zwei offiziellen Singleauskopplungen erschien mit The Grants ein Promo-Tonträger am 14. März 2023. Auch dieser erschien als Einzeltrack zum Download und Streaming. Als Coverbild wurde das Frontcover des Albums verwendet. Zum ersten Mal drehte Del Rey zu keinem Albumtitel ein Musikvideo.
Die Lieder Candy Necklace und Paris, Texas erschienen nicht als Singles, konnten sich jedoch aufgrund von hohen Einzeldownloads und Musikstreaming in den Charts platzieren. Beide Titel stiegen am 31. März 2023 in die britischen Singlecharts ein, dabei belegte Paris, Texas Rang 48 und Candy Necklace Rang 68. Candy Necklace erschien nach Albumveröffentlichung als Videoauskopplung am 10. Mai 2023. Das Video entstand unter der Regie von Rich Lee und zeigt Del Rey, die unter anderem in die Rollen verschiedener „Hollywood-Stars“ schlüpft, darunter Marilyn Monroe oder auch Elizabeth Short.

## Mitwirkende
Albumproduktion
- Mark Aguilar: Tonmeister-Assistenz (Lieder: 1–2, 8, 10–12, 14–16)
- Jack Antonoff: 12-saitige Gitarre (Lieder: 4, 13–14), Abmischung (Lieder: 2, 4–5, 7–8, 10–11, 13–16), Akustikgitarre (Lieder: 4, 8, 10, 13, 15), Bass (Lieder: 2, 7, 10–11, 13–14, 16), Begleitgesang (Lieder: 13, 16), E-Gitarre (Lieder: 2, 5, 7, 10–11, 13–16), Gesang (Lied 13), Keyboard (Lied 16), Komponist (Lieder: 4–5, 8, 13–14), Liedtexter (Lieder: 4–5, 8, 13–14), Mark Tree (Lied 4), Mellotron (Lieder: 4, 7, 10–11, 13–14, 16), Musikproduzent (Lieder: 2, 4–5, 7–8, 10–11, 13–16), Piano (Lieder: 4–5, 7–8, 10, 13–14, 16), Omnichord (Lieder: 13–14), Programmierung (Lieder: 2, 4–5, 7, 13–16), Röhrenglocken (Lied 15), Schlagzeug (Lieder: 2, 4, 7–8, 11, 13–16), Synthesizer (Lieder: 4, 11), Tonmeister (Lieder: 4–5, 7–8, 10–11, 13–16)
- Zem Audu: Saxophon (Lied 13), Tonmeister (Lied 13)
- Carla Azar: Schlagzeug (Lied 15)
- Jon Batiste: Gesang (Lied 7), Komponist (Lieder: 6–7), Liedtexter (Lieder: 6–7), Piano (Lied 7)
- Dick Beetham: Mastering (Lied 11)
- Charlie Bisharat: Violine (Lieder: 2–3)
- Jake Braun: Cello (Lieder: 2–3)
- Andrew Bulbrook: Violine (Lieder: 2–3)
- Paul Cartwright: Violine (Lieder: 2–3)
- Daniel Cayotte: Tonmeister-Assistenz (Lied 4)
- Zachary Dawes: Bass (Lieder: 1, 11), Musikproduzent (Lieder: 1–2, 6–7)
- Lana Del Rey: Begleitgesang (Lieder: 1–4, 12–13, 15–16), Gesang (Lieder: 1–16), Flöte (Lied 8), Glockenspiel (Lied 4), Komponist (Lieder: 1–16), Liedtexter (Lieder: 1–16), Musikproduzent (Lieder: 1–8, 10–16)
- Sam Dew: Begleitgesang (Lied 4)
- Ian Doerr: Mellatron (Lied 6), Tonmeister (Lieder: 6–7)
- Rémy Dumelz: Tonmeister-Assistenz (Lied 4)
- Drew Erickson: Arrangement (Lieder: 1–3), Bass (Lied 2), Dirigent (Lieder: 2–3), Hammondorgel (Lieder: 1, 3, 12), Komponist (Lieder: 3, 9), Liedtexter (Lieder: 3, 9), Mellatron (Lied 9), Musikproduzent (Lieder: 1–3, 9, 12), Piano (Lieder: 1–3, 9, 12), Schlagzeug (Lied 12), Streichinstrumente (Lieder: 1, 9, 12), Synth-Bass (Lied 1), Synthesizer (Lieder: 1–2)
- Voncielle Faggett: Begleitgesang (Lied 2)
- Brian Fennell (SYML): Komponist (Lied 10), Liedtexter (Lied 10), Piano (Lied 10)
- Ben Fletcher: Tonmeister-Assistenz (Lieder: 2–3)
- Connor Gallaher: Akustikgitarre (Lied 6), Baritongitarre (Lied 6), Pedal-Steel-Gitarre (Lied 6)
- Tommy Genesis: Komponist (Lied 15), Liedtexter (Lied 15)
- Phoenix Grant: Omnichord (Lied 15)
- Wynton Grant: Violine (Lieder: 2–3)
- Ivan Handwerk: Tonmeister-Assistenz (Lieder: 2–3)
- Michael Harris: Abmischung (Lied 3), Tonmeister (Lieder: 1–3, 9, 12, 15)
- David Hart: Tonmeister (Lied 13)
- Mikey Hart: Gitarre (Lied 13), Synthesizer (Lied 13), Tonmeister (Lied 13)
- Mike Hermosa: Akustikgitarre (Lieder: 1–2, 12), Komponist (Lieder: 1–2, 12, 15–16), Liedtexter (Lieder: 1–2, 12, 15–16), Musikproduzent (Lieder: 2, 12), Piano (Lied 12)
- Logan Hone: Klarinette (Lied 2), Saxophon (Lied 2)
- Pattie Howard: Begleitgesang (Lied 1)
- Sean Hutchinson: Schlagzeug (Lied 13), Tonmeister (Lied 13)
- Oli Jacobs: Tonmeister (Lied 11)
- Shikena Jones: Begleitgesang (Lieder: 1–2)
- Jim Keltner: Schlagzeug (Lied 2)
- Christine Kim: Cello (Lieder: 2–3)
- Aljosha Konstanty: Komponist (Lied 14), Liedtexter (Lied 14)
- Brian Long: Doublebass (Lied 6)
- Benji Lysaght: 12-saitige Gitarre (Lied 12), Akustikgitarre (Lieder: 2, 12), E-Gitarre (Lieder: 1, 12), Gitarre (Lied 15), Komponist (Lieder: 12, 15), Liedtexter (Lieder: 12, 15), Musikproduzent (Lied 15), Soundeffekt (Lied 2)
- Jackson MacIntosh: 12-saitige Gitarre (Lied 6)
- Centel Mangum (Father): Musikproduzent (Lied 15)
- Bill Mims: Tonmeister-Assistenz (Lieder: 1–2, 12)
- Bobby Mota: Tonmeister-Assistenz (Lied 6)
- Ruairi O’Flaherty: Mastering (Lieder: 1–16)
- Melodye Perry: Begleitgesang (Lieder: 1–2)
- Margaret Ouallay: Sprachaufnahme (Lied 16)
- Brian Rajaratnam: Tonmeister-Assistenz (Lieder: 2, 8, 10–11, 14–15)
- Dean Reid: Abmischung (Lieder: 1, 3, 6, 9, 12), Tonmeister (Lieder: 1–3, 9, 12)
- Michael Riddleberger: Perkussion (Lied 13), Tonmeister (Lied 13)
- Jean-Philippe Rio-Py (Riopy): Komponist (Lied 11), Liedtexter (Lied 11), Piano (Lied 11)
- Kaleb Rollins: Tonmeister (Lieder: 6–7)
- Megan Searl: Tonmeister-Assistenz (Lieder: 2, 4–5, 7–8, 10–11, 13–16)
- Guy Seyffert: Bass (Lied 15), Keyboard (Lied 15)
- Jon Sher: Tonmeister-Assistenz (Lieder: 1–5, 7–16)
- Laura Sisk: Abmischung (Lieder: 2, 4–5, 7–8, 10–11, 13–16), Musikproduzent (Lied 8), Tonmeister (Lieder: 2, 4–5, 7–8, 10–11, 13–16)
- Evan Smith: Saxophon (Lieder: 11, 13), Tonmeister (Lied 13)
- Judah Smith: Gesang (Lied 5)
- Josh Tillman: Gesang (Lied 12)
- Ann Tomberlin: Komponist (Lied 14), Liedtexter (Lied 14)
- Matt Tuggle: Tonmeister-Assistenz (Lieder: 2, 8, 10–11, 14–15)
- Nick Waterhouse: E-Gitarre (Lied 6), Musikproduzent (Lied 6)
- Gregg White: Tonmeister-Assistenz (Lied 6)
- Will Worden: E-Gitarre (Lied 6)
- Felix Ziska: Cello (Lied 6), Violine (Lied 6)

Visualisierung (Cover + Begleitheft)
- Lan Del Rey: Konzept
- Kaiman Kazazian: Artwork, Illustration
- Neil Krug: Artwork, Konzept, Fotograf

Unternehmen
- 360 Mastering: Tonstudio (Lied 10)
- Black Door Studios: Tonstudio (Lied 10)
- BLF Music Group: Verlag (Lied 10)
- Ducky Donath Music: Verlag (Lieder: 4–5, 8, 13–14, 16)
- Interscope Records: Musiklabel
- Naht Jona LLC: Verlag (Lieder: 6–7)
- Nomograph Mastering: Tonstudio (Lieder: 1–16)
- Polydor: Musiklabel
- Real World Studios: Tonstudio (Lied 11) (Wiltshire, England)
- Universal Music: Vertrieb

## Rezensionen
Did You Know That There’s a Tunnel Under Ocean Blvd erhielt weltweit überwiegend positive Kritiken, bei Metacritic erzielte es im Durchschnitt 80 von möglichen 100 Punkten, bei 15 ausgewerteten Rezensionen. Die Bewertungen liegen dabei zwischen 60 und 91 Punkten. Am besten bewertet wurde das Album dabei vom Branchenblatt Variety mit 91 Punkten. Diese bezeichneten es unter anderem als ein „reichhaltiges Fest“. Die niedrigsten Bewertungen bekam das Album mit 60 Punkten vom Slant Magazine, Spin und dem Telegraph.
Jan Jekal vom deutschsprachigen Rolling Stone vergab 4,5 von fünf möglichen Sternen. Er rezensierte, das Del Rey in einem ambitionierten Modus, einem Statement-Modus sei. Der Höhepunkt des „erstaunlichen“ Albums sei A&W, eine siebenminütige Séance, die sich von einem „düster-glamourösen“ Klavierstück in einen „Horror-Trap-Trip“ verwandele. Als „besonders schön“ beschrieb er auch den „impressionistische Piano-Walzer“ Paris, Texas. The Grants betrachte den Tod „tröstlich“ und sei eine „berührende“ Ballade. Das Judah Smith Interlude beschrieb Jekal als „Pfingstler-Gottesdienst“. Letztendlich hätten zwei oder drei Stücke weniger nicht geschadet. Dann wiederum müsse es das Monumentale, das Überwältigende natürlich auch in der Laufzeit geben. Am Ende sei Del Rey zurück im Diesseits, fahre Auto mit ihrem Freund und höre die Chili Peppers. Das seien die Dinge, die wir am meisten vermissen würden.
Rinko Heidrich vom deutschsprachigen Online-Magazin laut.de bewertete das Album mit drei von fünf Sternen. Er ist der Meinung, dass es relativ lang dauere, bis das Album an Fahrt und Kontur gewinne. Bis zum sehr gravitätischen A&W, mit seinen radioheadartigen Rhythmusverschiebungen, laufe es zögerlich an. Die Lieder Let the Light In und Peppers beschrieb er als überflüssig. Del Reys Alben blieben zu gleichen Teilen eine Huldigung und ein bitterer Aufgesang auf eine Traumwelt im Auflösungszustand. Eine Welt, deren Symbolik sie stets aufnehme und wieder dekonstruiere. Sie schreibe seit Anbeginn ihrer Karriere eine eigene amerikanische Geschichte, die mal in sibyllenhafter Poesie, dann wieder explizit offenherzig ihr Privatleben thematisiere. Alle Menschen um sie herum seien längst Teil der großen Erzählung. Margaret Qualley, Antonoffs Verlobte und Schauspielerin, bekomme ihren Auftritt in dem gleichnamigen Titel – zu ihrem Glück als Ideal einer Liebe, für die sich langes Suchen, all die Zweifel und möglichen Wunden am Schluss lohnen würden. Del Rey flehe sie förmlich an, nicht aufzugeben. Es bleibe zu hoffen, dass diese Liebe bleibe, aber falls nicht, dürfte dies allein genügend Grundlage für das nächste Kapitel im schwierigen GesamtkunstwerkDel Reys bieten.
Felix Heinecker von Plattentests.de vergab acht von zehn Punkten und hob mit Did You Know That There’s a Tunnel Under Ocean Blvd, A&W, Jon Batiste Interlude, Grandfather Please Stand on the Shoulders of My Father While He’s Deep-Sea Fishing und Let the light In gleich fünf „Highlights“ hervor. Del Rey setzte sich auf dem Album, aus verschiedenen Referenzen des eigenen Schaffens, ein ganz eigenes Mosaik zusammen. Die Kontroversen um ihre Person habe sie nicht vergessen und denke gar nicht daran, sie in der Schublade zu lassen. Denn auch mit ihren Eigenheiten, ihren Fehlern sei sie ein Wunderwerk, eine Ausnahmekünstlerin. Das wisse sie auch, wenn unter all diesen vielen Titeln nicht nur die ganz großen Hymnen dabei seien.
2023 belegte das Album unter anderem den ersten Platz der Jahresendlisten des Slant Magazine, der Sunday Times und des Time Out.

## Kommerzieller Erfolg

### Chartplatzierungen
Obwohl das Album erst am 24. März 2023 erschien, konnte es sich bereits am 26. März 2023 auf Rang 78 der Schweizer Albumcharts platzieren. Seine beste Platzierung erreichte es in der Folgewoche mit Rang vier. Es avancierte damit zum achten Top-10- sowie neunten Chartalbum für Del Rey in der Schweiz. In Deutschland erreichte das Album erstmals am 31. März 2023 auf Rang drei die Charts. Es musste sich dabei lediglich Das ist los (Herbert Grönemeyer) und dem Spitzenreiter Memento Mori (Depeche Mode) geschlagen geben. Das Album wurde zu Del Reys achtem Chart- und zugleich Top-10-Album. In den deutschen Downloadcharts belegte es in der ersten Verkaufswoche Rang vier, in den Vinylcharts im März 2023 Rang zwei, wo es sich nur Memento Mori geschlagen geben musste. In Österreich stieg das Album am 4. April 2023 auf Rang vier ein und wurde ebenfalls zum achten Chart- und Top-10-Album für Del Rey in Österreich. Im Vereinigten Königreich stieg das Album ebenfalls am 31. März 2023 ein und erreichte dabei die Chartspitze. Del Rey stand damit zum sechsten Mal an ebendieser, darüber hinaus erreichte sie ebenfalls zum achten Mal die Top 10 sowie zum neunten Mal die Charts. Außerdem erreichte das Album, mit dem bis dato besten Verkaufsstart des Kalenderjahres, auch die Chartspitze der britischen Vinylcharts. In den US-amerikanischen Billboard 200 stieg das Album am 8. April 2023 auf Rang drei ein. Sie erreichte damit zum zehnten Mal die Billboard 200 sowie zum neunten Mal die Top 10.
2023 belegte das Album Rang 46 der deutschen Album-Jahrescharts, Rang 84 in der Schweiz, Rang 46 im Vereinigten Königreich sowie Rang 127 in den Vereinigten Staaten. Zudem belegte Did You Know That There’s a Tunnel Under Ocean Blvd Rang neun der deutschen Vinyl-Jahrescharts.
Darüber hinaus erreichte das Album die Chartspitze in Australien, Belgien-Flandern, Griechenland, Irland, den Niederlanden, Neuseeland und Portugal sowie Top-10-Platzierung in Belgien-Wallonien, Frankreich und Norwegen (je Rang 2), Dänemark, Finnland, Schweden und Spanien (je #6) sowie Italien (#8).
| ChartsChartplatzierungen       | Höchstplatzierung | Wochen |
| ------------------------------ | ----------------- | ------ |
| Deutschland (GfK)              | 3 (17 Wo.)        | 17     |
| Österreich (Ö3)                | 4 (7 Wo.)         | 7      |
| Schweiz (IFPI)                 | 4 (9 Wo.)         | 9      |
| Vereinigte Staaten (Billboard) | 3 (40 Wo.)        | 40     |
| Vereinigtes Königreich (OCC)   | 1 (25 Wo.)        | 25     |

| ChartsJahrescharts (2023)      | Platzierung |
| ------------------------------ | ----------- |
| Deutschland (GfK)              | 46          |
| Schweiz (IFPI)                 | 84          |
| Vereinigte Staaten (Billboard) | 127         |
| Vereinigtes Königreich (OCC)   | 46          |

### Auszeichnungen für Musikverkäufe
In den Vereinigten Staaten wurden in den ersten zwei Wochen über 153.000 Einheiten des Albums verkauft. Am 28. April 2023 erhielt Did You Know That There’s a Tunnel Under Ocean Blvd eine Silberne Schallplatte für über 60.000 verkaufte Einheiten im Vereinigten Königreich. Im Oktober 2023 folgte Goldstatus in Polen.
Auf Vinyl verkaufte sich das Album bis Mitte 2023 weltweit über 132.000 Mal und belegte damit im Kalenderjahr Platz zwei hinter Midnights von Taylor Swift. Das Album verkaufte sich laut Quellen und Schallplattenauszeichnungen über 400 Tausend Mal.
| Land/Region                  | Auszeichnungen für Musikverkäufe (Land/Region, Auszeichnung, Verkäufe) | Verkäufe |
| ---------------------------- | ---------------------------------------------------------------------- | -------- |
| Brasilien (PMB)              | Platin                                                                 | 40.000   |
| Frankreich (SNEP)            | Gold                                                                   | 50.000   |
| Kanada (MC)                  | Gold                                                                   | 40.000   |
| Neuseeland (RMNZ)            | Gold                                                                   | 7.500    |
| Polen (ZPAV)                 | Platin                                                                 | 20.000   |
| Vereinigte Staaten (RIAA)    | —                                                                      | 153.000  |
| Vereinigtes Königreich (BPI) | Gold                                                                   | 100.000  |
| Insgesamt                    | 4× Gold · 2× Platin ·                                                  | 410.500  |

Hauptartikel: Lana Del Rey/Auszeichnungen für Musikverkäufe